# アメリカ合衆国科学技術政策局
アメリカ合衆国科学技術政策局（アメリカがっしゅうこくかがくぎじゅつせいさくきょく、英語：Office of Science and Technology Policy, OSTP）は、アメリカ合衆国大統領行政府 (EOP) 内に設置されている事務局の一つ。1976年5月11日にアメリカ合衆国議会によって創設され、合衆国内外における科学技術の影響について合衆国大統領を補佐することを委任されている（アメリカ合衆国における科学技術の歴史についてはScience and technology in the United Statesを参照）。OSTP の局長は、世間一般には大統領科学顧問として知られる。

## 歴史
アメリカ合衆国科学技術政策局(OSTP) は、ジョン・F・ケネディ大統領によって1961年に組織された科学技術局から発展した。科学技術局は、宇宙開発の重要性の高まりと、当時のソヴィエト社会主義共和国連邦との間にあった宇宙開発競争の加熱に対して、助言および勧告をする目的で作られた。
1976年にアメリカ合衆国議会は OSTP を設置、アメリカ合衆国大統領行政府内で、国内外の科学技術に関する様々な問題について大統領以下に助言することを委任した。また、1976年の決議によってOSTPは、政府機関の間での適切な科学技術政策と予算の策定および実施への取り組みを指示し、民間部門、州や地方公共団体、科学や高等教育に関連する機関、また他国と共同で作業をする権限を与えられている。
2021年に発足したジョー・バイデン内閣では、OSTP局長が史上初めて閣僚級に格上げされることとなった。

## 任務
科学技術政策局(OSTP) の任務は国家の科学技術政策、組織、および方針に関する1976年の決議によって定められている。1976年決議において OSTP は、連邦政府の主要な政策、計画とその実施に関して大統領が科学的技術的な分析と判断をする情報源を務めることが要求されている。
OSTP には以下の権限が与えられている：
- 科学技術の国内外への影響に関する大統領および大統領行政府への助言；
- 政府機関の間での適切な科学技術政策と予算の策定および実施への取り組みの指示；
- 経済成長・環境水準・国家防衛に対する科学技術的貢献への連邦政府の投資財源確保のための民間部門との協力；
- 連邦政府、州、地方公共団体、他国と科学コミュニティの間における強固な協力関係の構築；
- 連邦政府の科学技術に関する取り組みの規模、質、影響力の評価[2]。

OSTP は広範囲に渡る科学的技術的な問題を大統領行政府内部で処理する。OSTP は多くのホワイトハウス政策調整委員会 (Policy Coordinating Committees, PCC) に関与している。PCC は内閣や独立連邦機関の高官らによって構成され、連邦政府の政策の策定を請け負っている。OSTP は約 45 名の職員を擁しており、その多くは経験を積んだ科学者で、局長補佐や政策分析の役目を負っている。

## 主要な役職
- 科学技術担当大統領補佐官[注 3]、科学技術政策局長[注 4]：ジョン・ホルドレン
  - 主席科学局長補佐[注 5]、 社会学・行動学および経済学局長補佐[注 6]：フィリップ・ラビン（英語版）
  - 科学担当副局長[注 7]：ジョー・ハンデルスマン（英語版）（指名）[3][4]
  - 技術担当副局長[注 8]、合衆国最高技術責任者[注 9]：トッド・パーク（英語版）
  - 国家防衛および国際情勢担当副局長[注 10]：パトリシア・ファルコーン[注 11][5]
  - エネルギーおよび環境担当副局長[注 12]：シェアバーン・アボット [注 13][6]

## 歴代科学技術補佐官
| 名前                        | 名前                                  | 大統領                               | 任期      |
| --------------------------- | ------------------------------------- | ------------------------------------ | --------- |
|                             | ヴァネヴァー・ブッシュ                | フランクリン・ローズヴェルト         | 1939-1945 |
| ハリー・S・トルーマン       | ヴァネヴァー・ブッシュ                | 1945-1951                            |           |
| ハリー・S・トルーマン       |                                       | オリヴァー・エルズワース・バックリー | 1951-1952 |
| ハリー・S・トルーマン       |                                       | リー・アルヴィン・ダブリッジ         | 1952-1953 |
| ドワイト・D・アイゼンハワー | 1953-1956                             | リー・アルヴィン・ダブリッジ         |           |
| ドワイト・D・アイゼンハワー |                                       | イジドール・イザーク・ラービ         | 1956-1957 |
| ドワイト・D・アイゼンハワー |                                       | ジェイムズ・ライン・キリアン         | 1957-1959 |
| ドワイト・D・アイゼンハワー |                                       | ジョージ・キスティアコウスキー       | 1959-1961 |
|                             | ジェローム・ウィーズナー              | ジョン・F・ケネディ                  | 1961-1963 |
| リンドン・ジョンソン        | ジェローム・ウィーズナー              | 1963-1964                            |           |
| リンドン・ジョンソン        |                                       | ドナルド・ホーニッグ                 | 1964-1969 |
|                             | リー・アルヴィン・ダブリッジ          | リチャード・ニクソン                 | 1969-1970 |
|                             | エドワード・E・デイヴィッド・ジュニア | リチャード・ニクソン                 | 1970-1973 |
|                             | ホートン・ガイフォード・スティーバー  | ジェラルド・R・フォード              | 1973-1977 |
|                             | フランク・プレス                      | ジミー・カーター                     | 1977-1981 |
|                             | ベンジャミン・フバーマン（代理）      | ロナルド・レーガン                   | 1981      |
|                             | ジョージ・A・キーワース2世            | ロナルド・レーガン                   | 1981-1985 |
|                             | ジョン・P・マクテイグ（代理）         | ロナルド・レーガン                   | 1986      |
|                             | リチャード・G・ジョンソン（代理）     | ロナルド・レーガン                   | 1986      |
|                             | ウィリアム・ロバート・グレアム        | ロナルド・レーガン                   | 1986-1989 |
|                             | トーマス・P・ローナ（代理）           | ロナルド・レーガン                   | 1989      |
|                             | ウィリアム・G・ウェルズ（代理）       | ジョージ・H・W・ブッシュ             | 1989      |
|                             | デイヴィッド・アラン・ブロムリー      | ジョージ・H・W・ブッシュ             | 1989-1993 |
|                             | ジョン・H・ギボンズ                   | ビル・クリントン                     | 1993-1998 |
|                             | ケリー＝アン・ジョーンズ（代理）      | ビル・クリントン                     | 1998      |
|                             | ニール・フランシス・レイン            | ビル・クリントン                     | 1998-2001 |
|                             | ロジーナ・ビアバウム（代理）          | ジョージ・W・ブッシュ                | 2001      |
|                             | クリフォード・ゲイブリエル（代理）    | ジョージ・W・ブッシュ                | 2001      |
|                             | ジョン・マールブルガー                | ジョージ・W・ブッシュ                | 2001-2009 |
|                             | ジョン・ホルドレン                    | バラク・オバマ                       | 2009-2017 |
|                             | ケルビン・ドロゲマイヤー              | ドナルド・トランプ                   | 2017-2021 |
|                             | ケイ・コイズミ（代理）                | ジョー・バイデン                     | 2021      |
|                             | エリック・ランダー                    | ジョー・バイデン                     | 2021-2022 |
|                             | アロンドラ・ネルソン（代理）          | ジョー・バイデン                     | 2022      |
|                             | アラティ・プラバカール                | ジョー・バイデン                     | 2022-2025 |
|                             | マイケル・クラツィオス                | ドナルド・トランプ                   | 2025-     |